# Broad Brook (Stone Hill River)
Broad Brook – rzeka w stanie Nowy Jork, w hrabstwie Westchester, uchodząca do rzeki Stone Hill River. Główny dopływ rzeki to Shallow Brook. Zarówno długość cieku, jak i powierzchnia zlewni nie zostały oszacowane przez USGS.